# تپه طنجور
تپه طنجور مربوط به دوران‌های تاریخی پس از اسلام است و در شهرستان بروجرد، بخش مرکزی، روستای طنجور واقع شده و این اثر در تاریخ ۲۵ اسفند ۱۳۸۰ با شمارهٔ ثبت ۵۰۵۷ به‌عنوان یکی از آثار ملی ایران به ثبت رسیده است.